# Unione Sportiva Livorno 1975-1976
Questa pagina raccoglie le informazioni riguardanti l'Unione Sportiva Livorno nelle competizioni ufficiali della stagione 1975-1976.

## Stagione
Nella stagione 1975-1976 l'allenatore della truppa amaranto è Andrea Bassi che porterà il Livorno a conquistare un onorevole sesto posto nel girone B del campionato di Serie C, torneo che ha vinto il Rimini con 51 punti che ha fruttato ai romagnoli la promozione in Serie B. Ancora una volta Romoletto Graziani mette a segno 18 reti, in questa stagione spalleggiato da Ciro Bilardi con 6 centri. In porta si alternano Roberto Terreni e quel Roberto Tancredi che negli anni novanta tornerà nell'Unione con la mansione di direttore sportivo.

## Rosa
| N. |                   | Ruolo | Calciatore         |
| -- | ----------------- | ----- | ------------------ |
|    | Italia (bandiera) | C     | Marco Ammannati    |
|    | Italia (bandiera) | D     | Rinaldo Bartolini  |
|    | Italia (bandiera) | C     | Luigi Bertocco     |
|    | Italia (bandiera) | C     | Ciro Bilardi       |
|    | Italia (bandiera) | C     | Massimo Bonsignori |
|    | Italia (bandiera) | D     | Mirco Brilli       |
|    | Italia (bandiera) | A     | Angelo Carella     |
|    | Italia (bandiera) | A     | Bruno Ciardelli    |
|    | Italia (bandiera) | D     | Alberto Costantini |
|    | Italia (bandiera) | A     | Salvatore Di Fraia |
|    | Italia (bandiera) | D     | Riccardo Filippi   |
|    | Italia (bandiera) | A     | Bruno Graziani     |
|    | Italia (bandiera) | D     | Piero Lenzi        |

| N. |                   | Ruolo | Calciatore              |
| -- | ----------------- | ----- | ----------------------- |
|    | Italia (bandiera) | A     | Ilario Magnoni          |
|    | Italia (bandiera) | D     | Renzo Martin            |
|    | Italia (bandiera) | C     | Roberto Mazzanti        |
|    | Italia (bandiera) | A     | Franco Mondello         |
|    | Italia (bandiera) | D     | Luciano Mucci           |
|    | Italia (bandiera) | C     | Mauro Porri             |
|    | Italia (bandiera) | C     | Flavio Ronchi           |
|    | Italia (bandiera) | P     | Luciano Ruozzi          |
|    | Italia (bandiera) | C     | Orlando Salpini         |
|    | Italia (bandiera) | C     | Gian Pietro Tagliaferri |
|    | Italia (bandiera) | P     | Roberto Tancredi        |
|    | Italia (bandiera) | P     | Roberto Terreni         |
|    | Italia (bandiera) | D     | Benvenuto Vergani       |

## Risultati

### Girone di andata
| Arbitro: | Falasca (Chieti) |

|                         |           |                           |
| Bilardi 9’ Mazzanti 30’ | Marcatori | 19’ (rig.) Neri 33’ Rossi |

| San Giovanni Valdarno 21 settembre 1975 2ª giornata | Sangiovannese   | 0 – 0 | Livorno | Stadio Virgilio Fedini\| Arbitro: \| Artico (Padova) \| |
| Arbitro:                                            | Artico (Padova) |       |         |                                                         |

| Arbitro: | Simini (Torino) |

|                          |           |             |
| Graziani 61’ Magnoni 87’ | Marcatori | 72’ Tartari |

| Arbitro: | Mattei (Macerata) |

|             |           |             |
| Baldoni 40’ | Marcatori | 61’ Bilardi |

| Arbitro: | Prestigiovanni (Trapani) |

|                                       |           |           |
| Graziani 22’, 58’ Graziani 67’ (rig.) | Marcatori | 36’ Frara |

| Olbia 19 ottobre 1975 6ª giornata | Olbia                 | 0 – 0 | Livorno | Stadio Bruno Nespoli\| Arbitro: \| Ponzano (Alessandria) \| |
| Arbitro:                          | Ponzano (Alessandria) |       |         |                                                             |

| Arbitro: | Andreoli (Padova) |

|                          |           |               |
| Bilardi 72’ Graziani 87’ | Marcatori | 27’ Pezzopane |

| Arbitro: | Colasanti (Roma) |

|                |           |              |
| Marco Piga 33’ | Marcatori | 45’ Mondello |

| Arbitro: | Tonolini (Milano) |

|                                      |           |  |
| Carnevali 1’ Fagni 14’ Cinquetti 50’ | Marcatori |  |

| Arbitro: | Lanese (Messina) |

|                         |           |  |
| Graziani 68’ (rig.) 87’ | Marcatori |  |

| Livorno 23 novembre 1975 11ª giornata | Livorno           | 0 – 0 | Parma | Stadio Ardenza\| Arbitro: \| Parussini (Udine) \| |
| Arbitro:                              | Parussini (Udine) |       |       |                                                   |

| Arbitro: | Selicorni (Milano) |

|              |           |  |
| Bosdaves 25’ | Marcatori |  |

| Arbitro: | Romanetti (Messina) |

|                              |           |  |
| Tagliaferri 50’ Mondello 88’ | Marcatori |  |

| Arbitro: | Canesi (Cremona) |

|                 |           |  |
| Bonetti 4’, 23’ | Marcatori |  |

| Arbitro: | Artico (Padova) |

|  |           |               |
|  | Marcatori | 83’ Tombolato |

| Arbitro: | Zanchetta (Treviso) |

|                                                  |           |  |
| Diodati 27’ Jaconi 35’, 88’ Palliccia 90’ (rig.) | Marcatori |  |

| Arbitro: | Casella (Voghera) |

|             |           |  |
| Bilardi 51’ | Marcatori |  |

| Arbitro: | Lanzafame (Taranto) |

|  |           |             |
|  | Marcatori | 84’ Bilardi |

| Arbitro: | Manfredini (Pavia) |

|              |           |  |
| Graziani 29’ | Marcatori |  |

### Girone di ritorno
| Massa 1º febbraio 1976 20ª giornata | Massese        | 0 – 0 | Livorno | Stadio degli Oliveti\| Arbitro: \| Agate (Torino) \| |
| Arbitro:                            | Agate (Torino) |       |         |                                                      |

| Arbitro: | Comegliani (Milano) |

|                                    |           |                          |
| Brilli 50’ Martin 58’ Mazzanti 71’ | Marcatori | 55’ Palmieri 86’ Ravenni |

| Arbitro: | Migliore (Salerno) |

|               |           |  |
| Gualandri 81’ | Marcatori |  |

| Arbitro: | Lanese (Messina) |

|             |           |  |
| Bilardi 49’ | Marcatori |  |

| Arbitro: | Chiri (Mantova) |

|                                      |           |  |
| Martin 17’ (aut.) Bandini 89’ (rig.) | Marcatori |  |

| Arbitro: | Stillaci (Torino) |

|              |           |  |
| Graziani 86’ | Marcatori |  |

| Arbitro: | Agate (Torino) |

|                 |           |  |
| Di Prospero 61’ | Marcatori |  |

| Arbitro: | Andreoli (Padova) |

|                     |           |                |
| Graziani 45’ (rig.) | Marcatori | 20’ Marco Piga |

| Arbitro: | Gazzarri (Macerata) |

|                    |           |               |
| Di Maio 65’ (aut.) | Marcatori | 85’ Carnevali |

| Arbitro: | Colasanti (Roma) |

|             |           |              |
| Bonaldi 13’ | Marcatori | 24’ Graziani |

| Arbitro: | Prato (Lecce) |

|                 |           |             |
| Rizzati 1’, 78’ | Marcatori | 31’ Vergani |

| Arbitro: | Lanzafame (Taranto) |

|                        |           |           |
| Graziani 45’, 48’, 70’ | Marcatori | 2’ Eusepi |

| Arbitro: | Fr. Lazzaroni (Abbiategrasso) |

|            |           |                 |
| Quadri 42’ | Marcatori | 41’ Tagliaferri |

| Arbitro: | Bardoni (Modena) |

|                   |           |  |
| Graziani 23’, 80’ | Marcatori |  |

| Arbitro: | Tempio (Catania) |

|             |           |  |
| Novelli 39’ | Marcatori |  |

| Arbitro: | Grillenzoni (Finale Emilia) |

|              |           |              |
| Graziani 33’ | Marcatori | 68’ Vulpiani |

| Arbitro: | Chiri (Mantova) |

|                                         |           |  |
| Grassi 30’, 58’ Buttino 70’ Belloli 90’ | Marcatori |  |

| Arbitro: | D'Elia (Salerno) |

|                           |           |              |
| Mondello 16’ Graziani 65’ | Marcatori | 73’ Seghezza |

| Arbitro: | Paparesta (Bari) |

|              |           |  |
| Stellone 27’ | Marcatori |  |